# 森田桂
森田 桂（もりた かつら、1925年5月6日- 2013年11月14日 ）は、日本の経営者。学位は、理学博士。武田薬品工業社長、会長を務めた。大阪府出身。

## 来歴・人物
1948年に京都大学理学部化学科を卒業し、同年に武田薬品工業に入社。1961年から1年間アメリカ国立衛生研究所に留学。1982年6月に取締役に就任し、常務、専務を経て、1989年6月に副社長に就任し、1991年6月には社長に昇格した。1993年6月から会長を務め、1997年6月から相談役を務めた。
1997年11月には勲二等瑞宝章を受章した。
2013年11月14日、急性心不全のために死去。88歳没。